# Бадамдорж Батхишиг
Бадамдорж Батхишиг е монголски дипломат, посланик на Монголия в България през периода 2005 – 2010 г.
Батхишиг завършва икономика в Държавния университет в Санкт Петербург, където става последователно доктор и доцент. Преподавал е в Монголския учителски институт и е бил старши научен сътрудник в Управленската академия към правителството на Монголия. Бил е директор на Центъра за изучаване на държавната политика, заместник-председател на Централния комитет на Монголската народна революционна партия. В периода от 1997 до 2001 г. Батхишиг е икономически съветник на президента на Монголия Нацагийн Багабанди, а през 2001 – 2005 г. ръководи президентската администрация.
От 2005 до 2010 г. е изпратен за посланик на Монголия в България и за Гърция. През ноември 2009 година получава от президента Георги Първанов орден „Стара планина“ – I степен за заслугите му за развитието и укрепването на българо-монголските отношения и по повод окончателното му отпътуване от България. На негово място в страната пристига посланик Церендорж Ганхуяг.